# Alexander Utendal
Alexander Utendal (Gant, Flandes, 1543/1545 – Innsbruck, Arxiducat d'Àustria, 7 de maig de 1581) fou un compositor flamenc.
Fou infant de cor i més tard mestre de capella de l'arxiduc Ferran d'Àustria, el 8 de maig de 1581 a Praga. Com a recompensa de diverses composicions dedicades a l'arxiduc, va rebre el nomenament de Hofkomponist (compositor de la cort). El 1580 li fou ofert el càrrec de mestre de capella de la cort de Saxònia, a Dresden, però declinà l'oferiment.
En el seu temps restà considerat com un dels músics més doctes de l'escola neerlandesa. Les més importants de les seves obres foren publicades a Nuremberg entre 1571 i 1577.
Publicà les obres següents:
- 7 psalmi poenitentiales (1570),
- 3 llibres de motets a 5, 6 i més veus,
- Magnificat, a 4 veus,
- Fröliche neue teusche und französische Lieder, mit 4, 5, und mehr Stimmen (1574),
- Novus thesaurus musicus de Joanelli,
- Livre d'orgue de Paix, inserien diverses composicions d'Utendal, que també fou conegut amb els noms d'Uttendal i Outendal.

A més de salms penitencials i misses, més un llibre de cançons titulat Fröliche neue Teutsche und Frantzösische Lieder, per a 4 i 5 veus.